# OKi2
OKi2 – osobowy parowóz tendrzak produkcji pruskiej serii T 12, oznaczonej w Niemczech jako DRG Baureihe 744-13.
Z 1014 zbudowanych parowozów tego typu na PKP po I wojnie światowej użytkowano 12 sztuk. Parowóz planowany był dla szybkiej kolei miejskiej w Berlinie przed jej elektryfikacją i przewidziany był do krótkich przebiegów. Parowóz posiadał kocioł na parę przegrzaną i silnik bliźniaczy i był podobną konstrukcją do stosowanego równolegle OKi1.
W 1939 Niemcy przejęły 25 parowozów Oki1 i Oki2, z których część wróciła po wojnie. Obecnie zachowane są 3 egzemplarze typu T 12 o numerach seryjnych 74 1192, 74 1230 i 74 1234. OKi2-27 zachowany w Muzeum Przemysłu i Kolejnictwa w Jaworzynie to egz. nr 74 1230, pozostałe 2 egzemplarze znajdują się w Niemczech.